# 765
| Calendário gregoriano                                                        | 765 DCCLXV                                           |
| Ab urbe condita                                                              | 1518                                                 |
| Calendário arménio                                                           | 214 – 215                                            |
| Calendário bahá'í                                                            | -1079 – -1078                                        |
| Calendário budista                                                           | 1309                                                 |
| Calendário chinês                                                            | 3461 – 3462 Início a 28 de janeiro (aproximadamente) |
| Calendário copta                                                             | 481 – 482                                            |
| Calendário etíope                                                            | 757 – 758                                            |
| Calendários hindus - Vikram Samvat - Calendário nacional indiano - Cáli Iuga | 820 – 821 686 – 687 3865 – 3866                      |
| Calendário Holoceno                                                          | 10765                                                |
| Calendário islâmico                                                          | 147 – 149                                            |
| Calendário judaico                                                           | 4525 – 4526                                          |
| Calendário persa                                                             | 143 – 144                                            |
| Calendário rúnico                                                            | 1015                                                 |
| Calendário solar tailandês                                                   | 1308                                                 |

765 (DCCLXV, na numeração romana) foi um ano comum do século VIII do  Calendário Juliano, da Era de Cristo, e a sua letra dominical foi F, totalizando 52 semanas, com início a uma terça-feira e terminou também a uma terça-feira.
| Ano completo                       |
| ---------------------------------- |
| Ano comum com início à terça-feira |

## Mortes
- Junnin, 47º imperador do Japão.